# Ctenotus leae
Ctenotus leae es una especie de lagarto del género Ctenotus, familia Scincidae, orden Squamata.

## Distribución
Se distribuye por Australia, en Territorio del Norte, Queensland, Australia del Sur y Occidental.

## Taxonomía
Fue descrita por Boulenger en 1887.
Tratamiento taxonómico
La especie aparece registrada y publicada en Catalogue of the lizards in the British Museum (Nat. Hist.) III. Lacertidae, Gerrhosauridae, Scincidae, Anelytropsidae, Dibamidae, Chamaeleontidae. London: 575 pp.